# Trestenic
Trestenic es una localidad rumana de la comuna de Nalbant, en el condado de Tulcea.

## Toponimia
El nombre del lugar puede encontrarse escrito con grafías como Teresinik, Teresenik y Trestenic.

## Historia
Hacia comienzos del siglo IX, la localidad, que ya por entonces pertenecía al condado de Tulcea, formaba parte de la comuna de Nalbaut y tenía contabilizada una población de 511 habitantes.
En la segunda mitad del siglo XX la localidad seguía formando parte de Nalbant. En el censo de 2021 la comuna tenía una población de 304 habitantes.